# Felip III de França
Felip III de França, dit l'Ardit (Poissy 1245 - Perpinyà 1285), fou rei de França (1270-1285).

## Orígens familiars
Fill quart del rei Lluís IX de França i Margarida de Provença. Per línia paterna era net de Lluís VIII de França i Blanca de Castella, i per línia materna del comte Ramon Berenguer V de Provença i Beatriu de Savoia.

## Ascens al tron
A la mort del seu pare el 1270 a Tunis amb motiu de la seva participació en les croades fou proclamat rei. El 15 d'agost de 1271 fou coronat rei a la Catedral de Reims.
Heretarà del seu oncle Alfons de Poitiers el comtat de Tolosa i de Poitou, així com una part de l'Alvèrnia, que seran incorporats al domini reial. Negocià diversos anys amb Eduard I d'Anglaterra sobre les demandes angleses d'Agenais, i es finalitzà amb la victòria anglesa amb el tractat d'Amiens de 1279.

## Núpcies i descendents
Es casà el 28 de maig de 1262 a Clarmont d'Alvèrnia amb Elisabet d'Aragó, filla del rei d'Aragó Jaume I el Conqueridor i Violant d'Hongria. D'aquest matrimoni van néixer cinc fills:
- el príncep Lluís de França (1267-1276)
- el príncep Felip IV de França (1268-1314), rei de França
- el príncep Robert de França (1269-1271)
- el príncep Carles I de Valois (1270-1325), comte de Valois i comte d'Anjou

El 27 d'agost de 1274 es casà, en segones núpcies, a Vincennes amb Maria de Brabant, filla d'Enric III de Brabant i Adelaida de Borgonya. D'aquest matrimoni naixèren tres fills:
- la princesa Margarida de França (1275-1317), casada el 1299 amb Eduard I d'Anglaterra
- el príncep Lluís d'Evreux (1276-1319), comte d'Evreux
- la princesa Blanca de França (1278-1305), casada el 1299 amb Rodolf III d'Àustria.

## Regne de Navarra
A la mort d'Enric I de Navarra el 1274 intervendrà al Regne de Navarra on aquest deixarà com a hereva la seva filla Joana I de Navarra, que restarà sota la tutela de la seva mare Blanca d'Artois, neta de Lluís IX de França. Aquesta intervenció permetrà concertar el matrimoni entre el fill segon de Felip III, i hereu de la corona, i Joana de Navarra.

## Problemes amb laCorona d'Aragó
Va donar suport així mateix a la política siciliana del seu oncle Carles I d'Anjou, rei de Sicília, després de les Vespres Sicilianes de 1282. El papa excomunicà el rei d'Aragó Pere el Gran, com a instigador de la massacre angevina, i va donar el seu regne a Carles I de Valois, fill de Felip III.
Després de l'afer sicilià, Felip III engegarà la Croada contra la Corona d'Aragó, atacant Catalunya el 1285, i posant setge a la ciutat de Girona el 7 de setembre d'aquell any. Felip III va morir a Perpinyà, a l'actual llogaret 'El Clos Banet' —que era llavors masia important— el 5 d'octubre de 1285, enmig d'una retirada desastrosa, causada per les epidèmies i per la falta d'avituallament. Fou 'descarnat' (cos partit en quatre amb 4 destinacions diferents) a Perpinyà a la 'Casa Julià' abans de marxar —en un trajecte d'uns mesos— nord enllà fins a ser enterrat (el ossos) el 3 de desembre del mateix any a la Basílica de Saint-Denis.
Va ser un governant pietós, com son pare. Fou també un polític i governant exemplar, amb molt de tacte i encert en els seus actes, decisions i accions. Lamentablement, es deixà influenciar per la personalitat i el caràcter de la seva segona esposa, Maria de Brabant.
| Cronologia dels reis de França, reis dels Francesos i emperadors dels Francesos del 987 a 1870 |

| 987 | 987       | 996       | 996       | 1031      | 1031    | 1060    | 1060    | 1108    | 1108     | 1137     | 1137      | 1180      | 1180     | 1223     | 1223       | 1226       | 1226 |
|     | Hug Capet | Hug Capet | Robert II | Robert II | Enric I | Enric I | Felip I | Felip I | Lluís VI | Lluís VI | Lluís VII | Lluís VII | Felip II | Felip II | Lluís VIII | Lluís VIII |      |

| 1226 | 1226     | 1270     | 1270      | 1285      | 1285     | 1314     | 1314    | 1316    | 1316   | 1316   | 1316    | 1322    | 1322      | 1328      | 1328     | 1350     | 1350 |
|      | Lluís IX | Lluís IX | Felip III | Felip III | Felip IV | Felip IV | Lluís X | Lluís X | Joan I | Joan I | Felip V | Felip V | Carles IV | Carles IV | Felip VI | Felip VI |      |

| 1350 | 1350    | 1364    | 1364     | 1380     | 1380      | 1422      | 1422       | 1461       | 1461     | 1483     | 1483        | 1498        | 1498      | 1515      | 1515       | 1547       | 1547     | 1559     | 1559 |
|      | Joan II | Joan II | Carles V | Carles V | Carles VI | Carles VI | Carles VII | Carles VII | Lluís XI | Lluís XI | Carles VIII | Carles VIII | Lluís XII | Lluís XII | Francesc I | Francesc I | Enric II | Enric II |      |

| 1559 | 1559        | 1560        | 1560      | 1574      | 1574      | 1589      | 1589     | 1610     | 1610       | 1643       | 1643      | 1715      | 1715     | 1774     | 1774      | 1792      | 1792 |
|      | Francesc II | Francesc II | Carles IX | Carles IX | Enric III | Enric III | Enric IV | Enric IV | Lluís XIII | Lluís XIII | Lluís XIV | Lluís XIV | Lluís XV | Lluís XV | Lluís XVI | Lluís XVI |      |

| 1792 | 1792 | 1804 | 1804      | 1814      | 1814        | 1824        | 1824     | 1830     | 1830          | 1848          | 1848 | 1852 | 1852        | 1870        | 1870 |
|      | -    | -    | Napoleó I | Napoleó I | Lluís XVIII | Lluís XVIII | Carles X | Carles X | Lluís Felip I | Lluís Felip I | -    | -    | Napoleó III | Napoleó III |      |